# Cantó de Heyrieux
El cantó de Heyrieux era una divisió administrativa francesa del departament de la Isèra, situat al districte de Vienne. Comptava amb 8 municipis i el cap era Heyrieux. Va desaparèixer el 2015.

## Municipis
- Charantonnay
- Diémoz
- Grenay
- Heyrieux
- Oytier-Saint-Oblas
- Saint-Georges-d'Espéranche
- Saint-Just-Chaleyssin
- Valencin

## Història
| Data d'elecció                           | Identitat       | Partit                     | Qualitat |
| ---------------------------------------- | --------------- | -------------------------- | -------- |
| 1949-1962                                | M. Lecerf       | MRP, després Divers droite |          |
| 1962-1967                                | M. Broizat      | Divers gauche              |          |
| 1967-1973                                | Lucien Tardy    | FGDS, després PS           |          |
| 1973-2011                                | Bernard Saugey  | UDF, després UMP           |          |
| 2011-2015                                | Thierry Auboyer | PS                         |          |
| les dades anteriors no són pas conegudes |                 |                            |          |
|                                          |                 |                            |          |

| 1962  | 1968  | 1975  | 1982   | 1990   | 1999   | 2007   |
| ----- | ----- | ----- | ------ | ------ | ------ | ------ |
| 5.934 | 6.543 | 8.262 | 11.542 | 15.001 | 17.653 | 19.858 |